# أبيجيل واشبورن
أبيجيل واشبورن (بالإنجليزية: Abigail Washburn)‏ هي مغنية أمريكية، ولدت في 10 نوفمبر 1977 في إيفانستون في الولايات المتحدة.

## وصلات خارجية
- الموقع الرسمي
- أبيجيل واشبورن على موقع IMDb (الإنجليزية)
- أبيجيل واشبورن على موقع الموسوعة البريطانية (الإنجليزية)
- أبيجيل واشبورن على موقع ميوزك برينز (الإنجليزية)
- أبيجيل واشبورن على موقع أول ميوزيك (الإنجليزية)
- أبيجيل واشبورن على موقع ديسكوغز (الإنجليزية)
- أبيجيل واشبورن على موقع قاعدة بيانات الفيلم (الإنجليزية)